# Service militaire en Turquie
Le service militaire en Turquie (en turc : Askerlik hizmeti, le plus souvent abrégé askerlik) constitue la conscription obligatoire des jeunes ressortissants turcs.

## Présentation générale

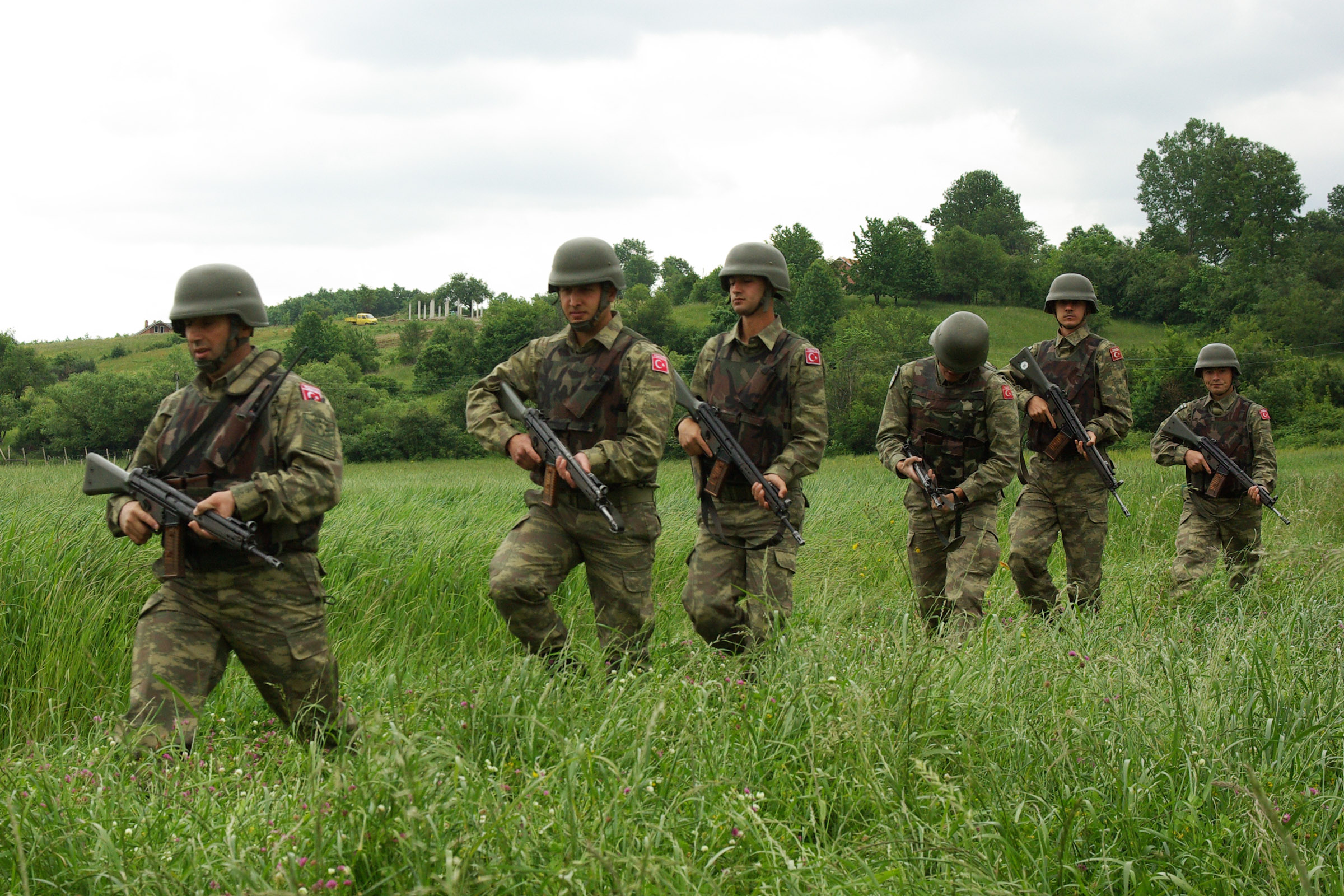
Des soldats turcs dans le cadre de la Force pour le Kosovo en 2010.

Le service militaire en Turquie est obligatoire pour les turcs âgés au moins de 21 ans et ne concerne que les hommes. La durée du service est de 6 mois en général (sauf que des médecins et vétérinaires).Il est possible de demander un sursis motivé pour réaliser son service plus tard. La loi turque prévoit également une taxe de 18 000 livres turques (plus de 5 000 euros) pour les nationaux et de 2 000 euros pour les binationaux (2019) qui veulent s'exempter du service militaire,. Sont également exemptés du service ceux qui sont inaptes, mentalement ou physiquement, après un examen médical, et ceux qui ont un frère mort pendant son service.

## Cadre légal
Le service militaire figure dans la Constitution turque de 1982.

« Le service patriotique est un droit et un devoir pour chaque Turc. La loi réglemente les modalités suivant lesquelles ce service sera effectué ou considéré comme effectué au sein des Forces armées ou dans le secteur public. »

— Article 72 de la Constitution turque de 1982
C'est la « loi sur le service militaire » (Askerlik Kanunu), no 1111, du 21 juin 1927 qui réglemente ce service en Turquie. Elle a été modifiée plusieurs fois afin notamment de prévoir le cas des binationaux.

## Aspect sociologique
Le service militaire en Turquie est une véritable institution sociale. Outre le fait de servir sa nation, elle est vue comme un moyen de « devenir homme », éventuellement pour accéder ensuite « au mariage et à la vie professionnelle ». Cette institution, très axée sur la masculinité, produit de fait des traumatismes psychologiques chez les LGBT. L'armée prévoit aux homosexuels, qui déclarent leur homosexualité lors d'un examen médical, une exemption au service. Jusqu'en 2015, ils devaient apporter la preuve de leur homosexualité (via une photographie par exemple) mais un certain nombre d'entre eux ne pouvaient ou ne voulaient pas apporter une telle preuve, la simple déclaration soumise à l'approbation d'un médecin suffit dorénavant,.